# Юрофски, Гэри
Гэ́ри Юро́фски (англ. Gary Yourofsky, род. 19 августа 1970, Детройт, Мичиган, США) — американский активист движения за права животных и пропагандист веганства. В 1997—2001 годах 13 раз подвергался аресту. В 1997 году совершил нападение на канадскую меховую ферму, выпустив на свободу 1542 норки, за что в 1999 году провёл 77 дней в тюрьме для особо опасных преступников. В 2002—2005 годах на грант от PETA прочитал лекции по веганству для более 60 000 американских студентов.

## Биография
Гэри Юрофски родился 19 августа 1970 года в городе Детройт, США. Детство его прошло в городке Оук-Парк в Мичигане. «Пробуждение» с Гэри Юрофски случилось в начале 1990-х годов. Его отчим, работавший клоуном в цирке, однажды пригласил Гэри с собой на гастроли, в ходе которых Гэри был шокирован тем, как жестоко обращались с цирковыми животными. Он начал исследовать эту тему, в частности обращение с животными в мясной индустрии. Под влиянием полученной информации, Гэри стал вегетарианцем, а затем веганом. В 1996 году Юрофски основал веганскую организацию Animals Deserve Absolute Protection Today and Tomorrow («Животные заслуживают полной защиты сегодня и завтра»). В 2001 году организация насчитывала около 2200 членов.
30 марта 1997 года, Юрофски вместе с 4 членами Фронта освобождения животных совершил нападение на меховую ферму в Бленхейме (Онтарио, Канада) и освободил 1542 норки. Финансовый ущерб ферме составил около 500 000 канадских долларов. В 1999 году Юрофски был арестован канадской полицией и приговорён к шести месяцам тюрьмы. Юрофски провёл в тюрьме особо строгого режима 77 дней. Позднее он признался, что тюремный опыт заставил его ещё больше сочувствовать и понимать страдания животных.
В 2000 году Юрофски получил от PETA грант в размере 10 000 долларов на создание и трансляцию рекламного ролика под названием «рабство животных, известное как цирк». Ролик был показан 69 раз на местных телеканалах США.
В 2001 году Юрофски из-за финансовых проблем был вынужден на три месяца прервать свою деятельность. В одном из интервью этого периода он заявил, что находится «по уши в долгах» и что должен более 30 000 долларов. В начале 2002 года из-за финансовых проблем Юрофски ушёл с поста руководителя основанной им организации. Буквально на следующий день после этого ему позвонила президент PETA Ингрид Ньюкирк и предложила работу. 20 марта 2002 года Юрофски стал официальным лектором PETA в США. В открытом письме, разосланным Юровски 28 мая 2002 года, он писал: «[получить] звонок и/или просьбу от Ингрид было равносильно тому, как если бы тебе позвонил Дон Корлеоне. Это было предложение, от которого я не мог отказаться». Некоторые сторонники Юрофски сочли его решение присоединиться к PETA предательством, так как ранее он выступал с критикой крупных организаций по защите прав животных. В 2005 году в результате конфликта с руководством PETA организация прекратила финансирование и Юрофски покинул её ряды.
В интервью, данном в 2006 году, Юрофски подверг критике Общество защиты животных Соединённых Штатов, а также используемые PETA методы и лично Ингрид Ньюкирк.